# Caulobacter
Caulobacter — рід протеобактерій, найбільш відомий своїм представником Caulobacter crescentus CB15, що широко використовується як модельний організм. Класичний рід Caulobacter — поліфілетична група, і тому повинна бути переглянута. Проте, через складнощі вирощування головного виду роду Caulobacter vibrioides процес ускладнюється, і все ще не завершений.
Caulobacter — грам-негативні паличкоподібні бактерії, що можуть мати один полярний джгутик або черешок. Caulobacter не мають внутріклітинних органел. Вони — гетеротрофні аероби і можуть бути знайдені у водних середовищах прикріпленими до твердих частинок, рослинних матеріалів або інших мікроорганізмів за допомогою черешка. Caulobacter ділиться асимертично з утворенням двох функціонально і структурно різних видів дочірніх клітин. Циліндричне тіло клітини із черешком становить приблизно 0,7 мікрометрів в діаметрі і 2-3 мікрометри в довжину. Рухома клітина із джгутиком менша за розміром.
Caulobacter загалом живуть в розбавленому водному оточенні, де найзагальніша обмежуюча поживна речовина — фосфор, необхідний для здорового зростання. Відсутність цієї речовини змушує Caulobacter уповільнювати поділ та значно збільшувати черешок.